# Lục quân Đức Quốc xã
Lục quân (tiếng Đức: Heer, tiếng Đức: [heːɐ̯] ⓘ) là thành phần lực lượng trên bộ của Wehrmacht,  lực lượng vũ trang chính quy của Đức, từ năm 1935 cho đến khi bị tan rã vào năm 1945 và sau đó chính thức giải thể vào tháng 8 năm 1946. Trong Thế chiến thứ hai, tổng cộng khoảng 13,6 triệu binh sĩ phục vụ trong Heer, bao gồm cả những người tình nguyện và lính nghĩa vụ.
Chỉ 17 tháng sau khi Adolf Hitler công bố chương trình tái vũ trang của Đức vào năm 1935, Heer đã đạt được mục tiêu dự kiến là 36 sư đoàn. Trong mùa thu năm 1937, hai quân đoàn nữa được thành lập. Năm 1938, bốn quân đoàn bổ sung được thành lập với sự bao gồm của năm sư đoàn của Quân đội Áo sau trận Anschluss vào tháng Ba. Trong thời kỳ bành trướng dưới thời Hitler, Heer tiếp tục phát triển các khái niệm đi tiên phong trong Thế chiến thứ nhất, kết hợp các khí tài trên bộ và trên không thành các binh đoàn hợp thành. Cùng với các phương pháp tác chiến và chiến thuật như bao vây và "tiêu diệt", quân đội Đức đã giành được chiến thắng nhanh chóng trong hai năm đầu của Thế chiến thứ hai, một kiểu chiến tranh mới được mô tả là Blitzkrieg (chiến tranh chớp nhoáng ) vì tốc độ và sức mạnh hủy diệt của nó.
Quân đội Đức đã tham gia một cuộc chiến tiêu diệt ở Mặt trận phía Đông và chịu trách nhiệm cho nhiều tội ác chiến tranh cùng với Waffen-SS và Allgemeine SS.

## Tổ chức

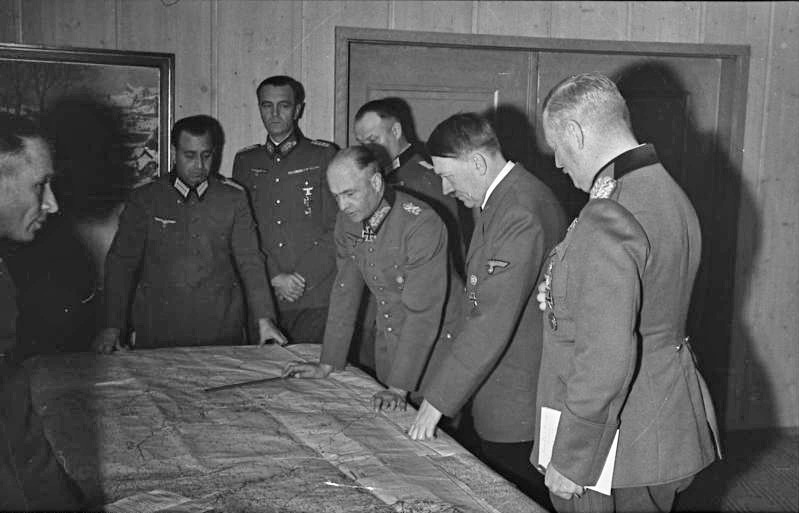
Adolf Hitler với Wilhelm Keitel, Friedrich Paulus và Walther von Brauchitsch, tháng 10 năm 1941

Oberkommando des Heeres (OKH) là Bộ Tư lệnh tối cao Lục quân của Đức Quốc Xã từ năm 1936 đến năm 1945. Về lý thuyết, Oberkommando der Wehrmacht (OKW) giữ vai trò là bộ tham mưu quân sự các lực lượng vũ trang của Đức Quốc xã, phối hợp các nhánh của Wehrmacht (Heer, Kriegsmarine, và Luftwaffe) trên hoạt động. Trên thực tế, OKW đóng vai trò cấp dưới trực tiếp cho cá nhân Hitler, chuyển các ý tưởng của ông ta thành các kế hoạch và mệnh lệnh quân sự, đồng thời ban hành chúng cho ba quân chủng. Tuy nhiên, khi Thế chiến thứ hai diễn ra, OKW thực hiện ngày càng nhiều quyền chỉ huy trực tiếp đối với các đơn vị quân đội, đặc biệt là ở phía Tây. Điều này có nghĩa là vào năm 1942, OKW là cơ quan chỉ huy trên thực tế của các lực lượng tại Mặt trận phía Tây trong khi Bộ Tư lệnh tối cao Lục quân (OKH) giữ một vai trò tương tự ở Mặt trận phía Đông.
Abwehr là tổ chức tình báo quân đội từ năm 1921 đến năm 1944. Thuật ngữ Abwehr (tiếng Đức có nghĩa là "phòng thủ", ở đây ám chỉ phản gián) đã được tạo ra ngay sau Thế chiến thứ nhất như một sự nhượng bộ bề ngoài đối với khối Đồng minh rằng các hoạt động tình báo của Đức chỉ nhằm mục đích phòng thủ. Sau ngày 4 tháng 2 năm 1938, tên Abwehr được đổi thành Cục Hải ngoại / Văn phòng Phòng thủ của Bộ Tư lệnh tối cao Lực lượng Vũ trang (Amt Ausland / Abwehr im Oberkommando der Wehrmacht).
Đức đã sử dụng một hệ thống các quân khu (tiếng Đức: Wehrkreis) để giảm bớt các chỉ huy hiện trường nhiều công việc hành chính nhất có thể và cung cấp một nguồn nhân lực thường xuyên các tân binh được huấn luyện và cung cấp cho các lực lượng dã chiến.

### Tổ chức lực lượng chiến trường

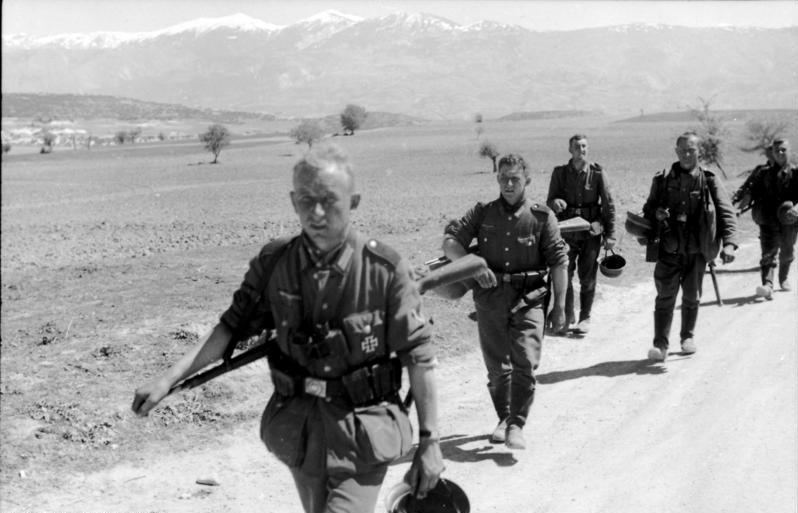
Lính Đức ở Hy Lạp, tháng 4 năm 1941

Quân đội Đức được cấu trúc chủ yếu trong các cụm tập đoàn quân (Heeresgruppen) bao gồm một số tập đoàn quân đã được di chuyển, tái cơ cấu hoặc đổi tên trong quá trình chiến tranh. Lực lượng của các nước đồng minh, cũng như các đơn vị gồm những người không phải là người Đức, cũng được giao cho các đơn vị Đức.
Đối với Chiến dịch Barbarossa năm 1941, các lực lượng Lục quân được giao cho ba nhóm chiến dịch chiến lược:
- Cụm tập đoàn quân Bắc lấy Leningrad làm mục tiêu chiến dịch
- Cụm tập đoàn quân Trung tâm lấy Smolensk làm mục tiêu chiến dịch
- Cụm tập đoàn quân Nam lấy Kiev làm mục tiêu chiến dịch

Dưới cấp Cụm tập đoàn quân gồm binh đoàn dã chiến, bao gồm cả các cụm thiết giáp (Panzergruppe), sau này trở thành các đội hình cấp tập đoàn quân, quân đoàn và sư đoàn. Ngoài ra, Lục quân còn sử dụng thuật ngữ tiếng Đức Kampfgruppe, có nghĩa là cụm tác chiến. Chúng thường được đặt tên theo tên các sĩ quan chỉ huy của chúng.

### Các nhánh chuyên môn
- Panzerjäger (Lực lượng chống tăng)
- Panzergrenadier (Lực lượng bộ binh thiết giáp)
- Panzerwaffe (Lực lượng thiết giáp)
- Army propaganda troops (Lực lượng tuyên truyền)
- Experimental command Kummersdorf (Văn phòng phát triển vũ khí)
- Foreign Armies East (Lực lượng tình báo phía Đông)
- Feldgendarmerie (Quân cảnh)
- Gebirgsjäger (Lực lượng sơn cước)
- Geheime Feldpolizei (Cảnh sát mật vụ)
- Prussian Military Academy (Học viện quân sự Phổ)
- Kriegsschule (Học viện Chiến tranh)

## Học thuyết và chiến thuật
Học thuyết tác chiến của Đức nhấn mạnh chiến thuật đánh tạt sườn và gọng kìm, nhằm tiêu diệt lực lượng đối phương càng nhanh càng tốt. Cách tiếp cận này, được gọi là Blitzkrieg, là một học thuyết quân sự giúp người Đức thành công trong các cuộc xâm lược ở Ba Lan và Pháp. Blitzkrieg đã được nhiều nhà sử học coi là có nguồn gốc từ những tư tưởng do Fuller, Liddel Hart và von Seeckt phát triển, và thậm chí còn có các mẫu đầu tiên cổ xưa được thực hành bởi Alexander, Thành Cát Tư Hãn và Napoléon.
Các nghiên cứu gần đây về Trận chiến nước Pháp cũng cho thấy rằng các hành động của Rommel hoặc Guderian hoặc cả hai người (cả hai đều đã đóng góp vào sự phát triển lý thuyết và thực hành ban đầu của những gì sau này trở thành Blitzkrieg trước Thế chiến thứ hai),  phớt lờ mệnh lệnh của cấp trên, những người chưa bao giờ lường trước được những thành công ngoạn mục như vậy và do đó đã chuẩn bị các kế hoạch thận trọng hơn nhiều, được đúc kết thành một học thuyết có mục đích và tạo ra nguyên mẫu đầu tiên của Blitzkrieg, sau đó đã đạt được danh tiếng đáng sợ, thống trị tâm trí các nhà lãnh đạo Đồng minh.  Vì vậy , 'Blitzkrieg' đã được công nhận sau khi thực tế, và mặc dù nó đã được Wehrmacht áp dụng, nó chưa bao giờ trở thành học thuyết chính thức và cũng không được sử dụng hết tiềm năng của nó vì chỉ một phần nhỏ của Wehrmacht là được đào tạo cho nó và các nhà lãnh đạo chủ chốt ở cấp cao nhất hoặc chỉ tập trung vào một số khía cạnh nhất định hoặc thậm chí không hiểu nó là gì.
Max Visser cho rằng quân đội Đức tập trung vào việc đạt hiệu suất chiến đấu cao hơn là hiệu quả tổ chức cao (như quân đội Mỹ). Nó nhấn mạnh khả năng thích ứng, tính linh hoạt và ra quyết định phi tập trung. Các sĩ quan và hạ sĩ quan được lựa chọn dựa trên tính cách và được đào tạo theo hướng lãnh đạo chiến đấu quyết đoán và được khen thưởng cho thành tích chiến đấu tốt. Visser cho rằng điều này cho phép quân đội Đức đạt được hiệu suất chiến đấu vượt trội so với một học thuyết tổ chức truyền thống hơn như của Mỹ; trong khi điều này cuối cùng sẽ được bù đắp bởi lợi thế vượt trội về số lượng và vật chất của Đồng minh, Visser lập luận rằng điều này cho phép quân đội Đức kháng cự lâu hơn nhiều so với nếu không áp dụng phương pháp tổ chức và học thuyết này. Peter Turchin báo cáo một nghiên cứu của Đại tá Mỹ Trevor Dupuy cho thấy rằng hiệu quả chiến đấu của quân Đức cao hơn cả quân đội Anh và Mỹ - nếu hiệu quả chiến đấu là 1 được giao cho người Anh, thì người Mỹ có hiệu quả chiến đấu là 1,1 và người Đức của 1,45. Điều này có nghĩa là các lực lượng Anh sẽ cần phải huy động nhiều hơn 45% quân số (hoặc trang bị cho quân đội hiện có nhiều hơn với cùng một tỷ lệ) để có cơ hội chiến thắng trận chiến, trong khi người Mỹ sẽ cần phải huy động nhiều hơn 30% để có cơ hội ngang nhau.

### Chiến thuật

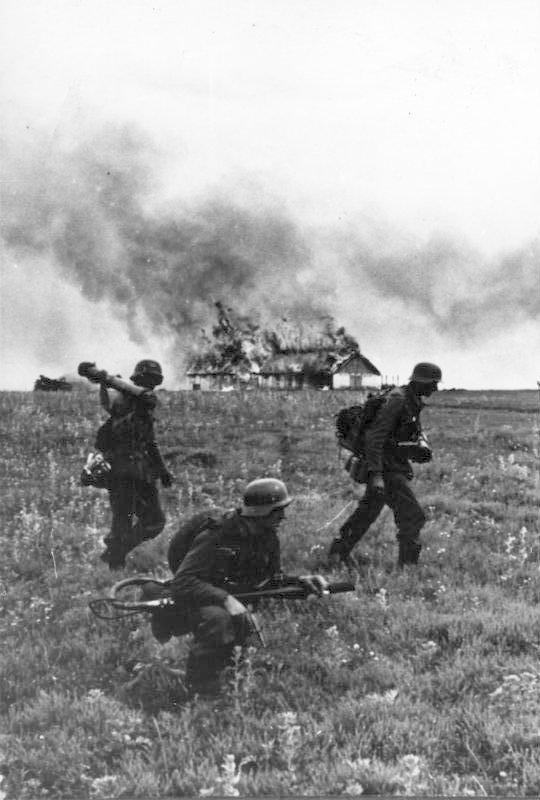
Binh lính của Sư đoàn Grossdeutschland trong Chiến dịch Barbarossa, 1941.

Sức mạnh quân sự của quân đội Đức được quản lý thông qua chiến thuật dựa trên nhiệm vụ (Auftragstaktik) (không phải chiến thuật dựa trên mệnh lệnh chi tiết), và một kỷ luật gần như cứng rắn. Một khi một chiến dịch bắt đầu, dù là tấn công hay phòng thủ, tốc độ phản ứng với hoàn cảnh thay đổi được coi là quan trọng hơn việc lập kế hoạch cẩn thận và phối hợp các kế hoạch mới.
Theo ý kiến của nhiều người, quân đội Đức đã và đôi khi được coi là quân đội công nghệ cao, vì các công nghệ mới được đưa vào trước và trong Thế chiến thứ hai đã ảnh hưởng đến sự phát triển học thuyết chiến thuật của quân đội Đức. Những công nghệ này được giới thiệu bởi sự tuyên truyền của Đức Quốc xã, nhưng thường chỉ được cung cấp với số lượng nhỏ hoặc vào cuối chiến tranh, do nguồn cung cấp nguyên liệu thô và vũ khí trở nên ít đi. Ví dụ, do thiếu phương tiện cơ giới để trang bị cho toàn bộ quân đội của mình, người Đức đã chọn cách tập trung các phương tiện sẵn có vào một số ít sư đoàn được trang bị hoàn toàn bằng cơ giới. Các sư đoàn khác tiếp tục dựa vào ngựa để kéo pháo, các thiết bị hạng nặng khác và xe tiếp tế, còn những người hành quân thì đi bộ hoặc đi xe đạp. Vào thời kỳ đỉnh cao của cơ giới hóa, chỉ có 20% tổng số đơn vị được cơ giới hóa hoàn toàn.
Đội quân Đức nhỏ bé chiến đấu ở Bắc Phi được hoàn toàn cơ giới hóa (dựa vào ngựa trên sa mạc là điều gần như không thể vì nhu cầu vận chuyển một lượng lớn nước và thức ăn gia súc), nhưng lực lượng lớn hơn nhiều xâm lược Liên Xô vào tháng 6 năm 1941 cũng chỉ có khoảng 150.000 xe tải và khoảng 625.000 ngựa (do nguồn nước dồi dào và trong nhiều tháng trong năm, ngựa có thể kiếm ăn - do đó giảm gánh nặng cho chuỗi cung ứng). Tuy nhiên, việc sản xuất các phương tiện cơ giới mới của Đức, ngay cả với việc khai thác các ngành công nghiệp của các nước bị chiếm đóng, cũng không thể theo kịp với sự mất mát nặng nề của các phương tiện cơ giới trong suốt mùa đông 1941-1942. Từ tháng 6 năm 1941 đến cuối tháng 2 năm 1942, các lực lượng Đức ở Liên Xô đã mất khoảng 75.000 xe tải do hao mòn cơ khí và hư hỏng do chiến đấu - xấp xỉ một nửa con số mà họ có vào đầu chiến dịch. Phần lớn trong số này đã bị mất trong cuộc rút lui đối mặt với cuộc phản công của Liên Xô từ tháng 12 năm 1941 đến tháng 2 năm 1942. Một tổn thất đáng kể khác xảy ra trong trận đánh bại Tập đoàn quân số 6 của Đức tại Stalingrad vào mùa đông năm 1942–1943. Những tổn thất về nhân lực và vật chất này dẫn đến quân cơ giới chỉ chiếm không quá 10% tổng lực lượng Heer tại một số thời điểm của cuộc chiến.
Trong các hoạt động phòng thủ, các đội hình bộ binh được triển khai trên khắp mặt trận để giữ tuyến phòng thủ chính và các đội hình cơ động tập trung ở một số địa điểm nhỏ từ đó họ tiến hành các cuộc phản công tập trung chống lại lực lượng địch đã xuyên thủng vành đai phòng thủ của bộ binh. Vào mùa thu năm 1942, tại El Alamein, tình trạng thiếu nhiên liệu đã buộc chỉ huy Đức, Thống chế Erwin Rommel, phải phân tán các đơn vị thiết giáp của mình ra khắp mặt trận với quy mô cấp tiểu đoàn để giảm khoảng cách di chuyển đến từng khu vực thay vì giữ chúng tập trung tại một địa điểm. Năm 1944, Rommel lập luận rằng trước sức mạnh không quân Anh-Mỹ áp đảo, chiến thuật sử dụng "đội hình nhanh" tập trung không còn khả thi bởi vì chúng không còn có thể di chuyển đủ nhanh để đến các địa điểm bị đe dọa do áp lực từ ưu thế không lực của Đồng minh. Do đó, ông đề nghị phân tán các đơn vị này trên khắp mặt trận ngay phía sau bộ binh. Các chỉ huy và đồng nghiệp của ông, những người ít kinh nghiệm hơn trong tác động của sức mạnh không quân Đồng minh, đã kịch liệt phản đối đề xuất của ông, cho rằng điều này sẽ vi phạm nguyên tắc tập trung lực lượng hàng đầu.

## Các chiến dịch
Lực lượng chủ yếu của Heer trong suốt cuộc chiến vẫn là lính bộ; pháo binh chủ yếu vẫn dùng ngựa kéo. Các đội hình cơ giới đã nhận được nhiều sự quan tâm của báo chí thế giới trong những năm đầu của cuộc chiến, và được coi là nguyên nhân chính dẫn đến thành công của các cuộc xâm lược của Đức vào Ba Lan (tháng 9 năm 1939), Na Uy và Đan Mạch (tháng 4 năm 1940), Bỉ, Pháp và Hà Lan (tháng 5 năm 1940), Nam Tư (tháng 4 năm 1941) và các giai đoạn ban đầu của Chiến dịch Barbarossa xâm lược Liên Xô (tháng 6 năm 1941). Tuy nhiên, đội hình cơ giới và xe tăng của họ chỉ chiếm 20% công suất của Heer ở cường độ cao nhất. Việc quân đội thiếu xe tải (và xăng dầu để chạy chúng) đã hạn chế nghiêm trọng việc di chuyển của bộ binh, đặc biệt là trong và sau cuộc xâm lược Normandy khi lực lượng Đồng minh đánh phá mạng lưới đường sắt của Pháp ở phía bắc sông Loire. Việc chuyển lực lượng xe tăng cũng phụ thuộc vào đường sắt, do việc lái xe tăng đường dài sẽ làm hao mòn cơ cấu truyền động của nó.

## Trang thiết bị
Có một huyền thoại rằng Lục quân Đức trong Thế chiến thứ hai nói chung là một cỗ máy cơ giới hóa. Trên thực tế, đến năm 1941, từ 74 đến 80% lực lượng của Heer chưa được cơ giới hóa, phải dựa vào đường sắt để chuyển quân đến các ga tàu và dựa vào ngựa kéo trên các quãng đường còn lại. Tỷ lệ cơ giới hóa giảm dần sau đó. Năm 1944, khoảng 85% chưa được cơ giới và vẫn sử dụng ngựa để di chuyển.
Quân phục tiêu chuẩn được Heer Đức sử dụng bao gồm áo dài và quần Feldgrau (xám dã chiến), mặc với áo Stahlhelm.

## Tuyên truyền

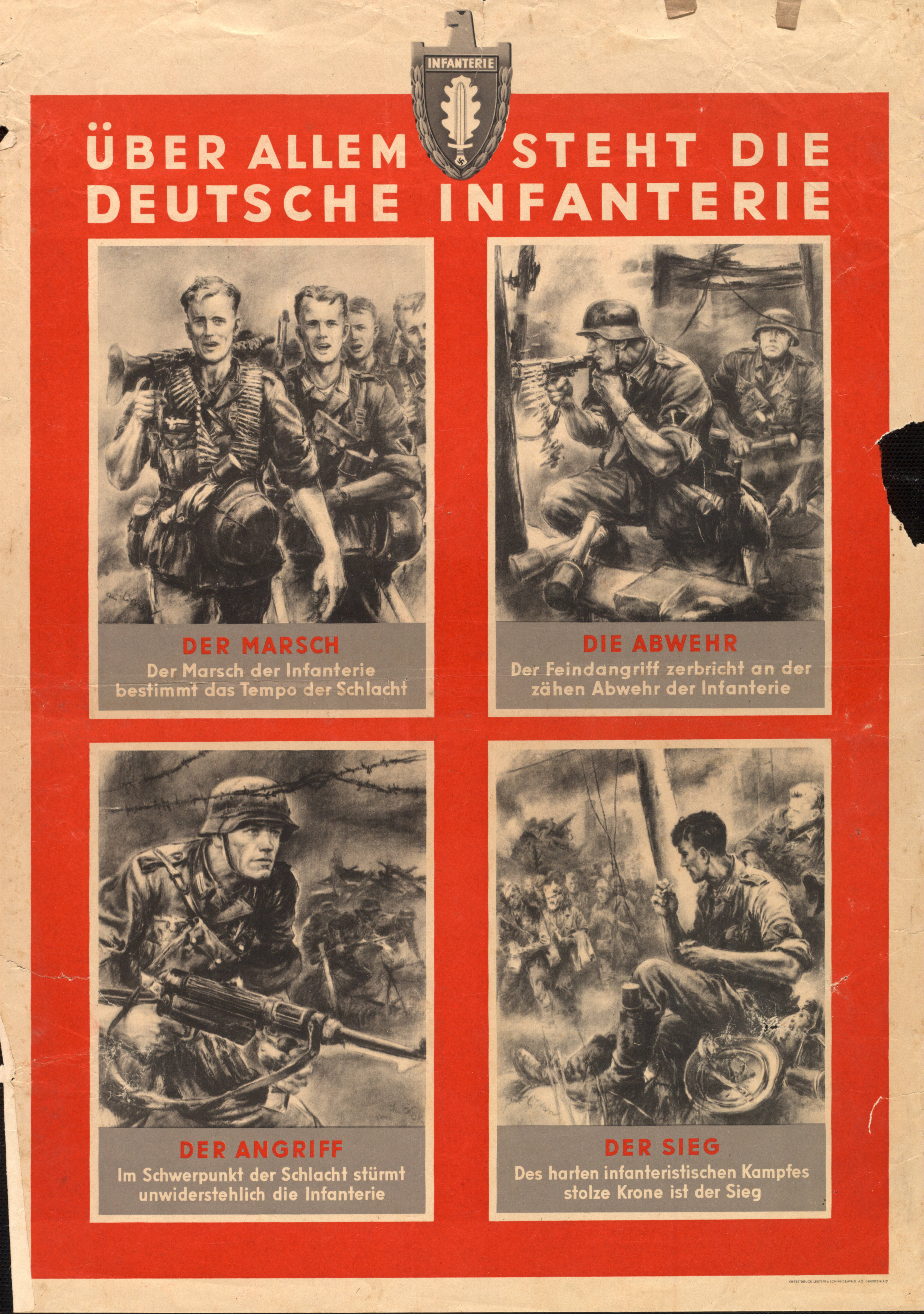
"Trên tất cả đến với bộ binh Đức" — Áp phích tuyên truyền của Nazi.

Quân đội Đức được thúc đẩy bởi sự tuyên truyền của Đức Quốc xã.